# Dorylus depilis
Dorylus depilis är en myrart som beskrevs av Carlo Emery 1895. Dorylus depilis ingår i släktet Dorylus och familjen myror.

## Underarter
Arten delas in i följande underarter:
- D. d. clarior
- D. d. depilis